# XXVII Giochi del Sud-est asiatico
I XXVII Giochi del Sud-est asiatico si sono svolti a Naypyidaw, in Birmania, dall'11 al 22 dicembre 2013.
Alcuni eventi sportivi legati alla manifestazione si sono svolti nelle città di Yangon, Mandalay e Ngwesaung.

## Paesi partecipanti
Ai giochi hanno partecipato 4730 atleti provenienti da undici nazioni. Tra parentesi per ogni rappresentativa nazionale vi è indicato il numero di atleti partecipanti:
- Brunei (72)
- Cambogia (243)
- Indonesia (665)
- Laos (343)
- Malaysia (582)
- Birmania (990)

- Filippine (219)
- Singapore (310)
- Thailandia (746)
- Timor Est (49)
- Vietnam (511)

## Discipline
In totale si sono disputati 460 eventi per 37 sport.

## Medagliere
*   Paese ospitante
| Posiz. | Nazione    | Oro | Argento | Bronzo | Totale |
| ------ | ---------- | --- | ------- | ------ | ------ |
| 1      | Thailandia | 108 | 94      | 82     | 284    |
| 2      | Birmania*  | 84  | 63      | 84     | 231    |
| 3      | Vietnam    | 74  | 85      | 86     | 245    |
| 4      | Indonesia  | 64  | 84      | 110    | 258    |
| 5      | Malaysia   | 43  | 38      | 79     | 160    |
| 6      | Singapore  | 35  | 28      | 45     | 108    |
| 7      | Filippine  | 29  | 35      | 37     | 101    |
| 8      | Laos       | 13  | 17      | 49     | 79     |
| 9      | Cambogia   | 8   | 11      | 28     | 47     |
| 10     | Timor Est  | 2   | 3       | 5      | 10     |
| 11     | Brunei     | 1   | 1       | 6      | 8      |
| Totale | Totale     | 461 | 459     | 611    | 1531   |